# Suzanne Collins
Suzanne Marie Collins, född 10 augusti 1962 i Hartford, Connecticut, är en amerikansk författare och manusförfattare. Hon är mest känd för att ha skrivit trilogin Hungerspelen som har blivit en internationell storsäljare med fler än 100 miljoner exemplar sålda. Under 2010 namngav tidskriften Time henne som en av världens 100 mest inflytelserika personer.

## Biografi
Som dotter till en officer och Vietnamkrigsveteran i amerikanska flygvapnet flyttade hon och familjen mycket, men hon växte främst upp i östra USA. Med intresse för teater gick hon på en teaterlinje i Birmingham i Alabama. Därefter har hon studerat drama, telekommunikation vid både Indiana University och New York University under 1980-talet. Från 1991 var hon anställd som manusförfattare för barnprogram för kanaler som Nickelodeon. I början av 2000-talet började hon skriva bokserien Krönikan om Underjord (2003–2007). 2008 släpptes den första delen, Hungerspelen, i trilogin med samma namn. Uppföljarna, Fatta eld och Revolt, kom 2009 respektive 2010. Inspirationskällan till berättelsen var legenden om Theseus kamp med Minotauros i antikens Grekland. 2020 släpptes en prequel, Balladen om sångfåglar och ormar, som utspelar sig 64 år innan händelserna i trilogin.